# Dzitryki (sielsowiet Honczary)
Dzitryki (biał. Дзітрыкі, Dzitryki; ros. Дитрики, Ditriki) – wieś na Białorusi, w obwodzie grodzieńskim, w rejonie lidzkim, w sielsowiecie Honczary.
W pobliżu znajduje się przystanek kolejowy Dzitryki, położony na linii Baranowicze – Lida.

## Historia
W XIX i w początkach XX w. położone były w Rosji, w guberni wileńskiej, w powiecie lidzkim.
W dwudziestoleciu międzywojennym leżały w Polsce, w województwie nowogródzkim, w powiecie lidzkim, do 11 kwietnia 1929 w gminie Honczary, następnie w gminie Bielica. W 1921 miejscowość liczyła 198 mieszkańców, zamieszkałych w 36 budynkach, w tym 183 Polaków i 15 Białorusinów. 162 mieszkańców było wyznania prawosławnego i 36 rzymskokatolickiego.
Po II wojnie światowej w granicach Związku Sowieckiego. Od 1991 w niepodległej Białorusi.